# Lucien Zabuski
Pour les articles homonymes, voir Zabu.
Lucien Zabuski, surnommé Zabu, est un chanteur français d'origine polonaise , né le 1er août 1946 à Paris et mort le 12 avril 2019 dans la même ville.

## Biographie
Son diminutif « Zabu », Lucien Zabuski l'avait déjà à l'école. Il obtient le baccalauréat en 1965 au lycée Charlemagne (Paris IVe) et s'inscrit à la Sorbonne.
En 1966, il forme avec  le bassiste Laurent Thibault et le guitariste Yves-Michel Dargent un groupe qu'ils nomment the  Pives. Jusqu'à maintenant, ils ne font qu'interpréter les chansons des autres. Ils vont écrire leurs propres morceaux et prennent le nom de Zorgones ; ils sortent leur unique 45 tours en 1969 sur Mercury (Titres : Herr Doktor Reich et Mon Vélo est bleu). Entre-temps, il y a eu les événements de mai-juin 68 : Zabu y joue un certain rôle au sein d'un groupe nommé AJS (Alliance des Jeunes pour le Socialisme), où intervient une fraction trotskiste - la musique passe provisoirement au deuxième plan... 
En 1969, Zabu est le chanteur du groupe Magma fondé par Christian Vander. En août de la même année, il décide de quitter le groupe et laisse sa place à Klaus Blasquiz. On peut quand même l'entendre sur The Unnamables, un album sorti en 1972 sous le nom de Univeria Zekt (en fait quasiment Magma).
Il sort en 1972 son unique album, My Coffin's Ready, sur Thélème (le label de Laurent Thibault). On y retrouve de nombreux musiciens de Magma, dont Christian Vander sur un morceau. Un 45 tours simple en sera extrait (Titres : Yellow Girl et Dr Moonshine).
Zabu se démarque par sa voix extrêmement grave — presque rauque — de chanteur de blues.

## Télévision
Zabu et Laurent Grangier sont les auteurs de musiques de films et de séries télévisées, par exemple :
- Navarro, série télévisée avec Roger Hanin. La chanson du générique de fin intitulée Navarro Blues, est interprétée par Zabu[1].